# Фомин, Артём Валерьевич
Артём Валерьевич Фомин (8 июля 1988, Бийск, СССР) — российский футболист, полузащитник.

## Карьера
В 14 лет перешёл из казахстанского «Кайрата» Алма-Ата в СДЮШОР «Спартак» Москва. В 2004—2009 годах сыграл за дублирующий состав 119 игр, забил 22 мяча. В 2007 году вместе с Александром Прудниковым с 12 мячами стал лучшим бомбардиром турнира дублёров. В 2006—2008 годах сыграл 7 матчей, забил три мяча за молодёжную команду «Спартака» в первенстве ЛФЛ. В 2008 был отдан в аренду в клуб первого дивизиона «Динамо» (Барнаул), за которое провёл 9 матчей.
В 2010 году на правах свободного агента подписал контракт к «Кайратом». За два сезона сыграл 45 игр, забил 4 мяча. Следующие два года провёл в клубе «Атырау» — 32 игры, один гол. Весной 2013 во втором туре чемпионата Казахстана, играя за «Атырау», получил травму и был доставлен в больницу, где ему диагностировали повреждение почки. Позже покинул клуб, став учителем русского языка.